# Mosaico del triunfo de Baco (Zaragoza)

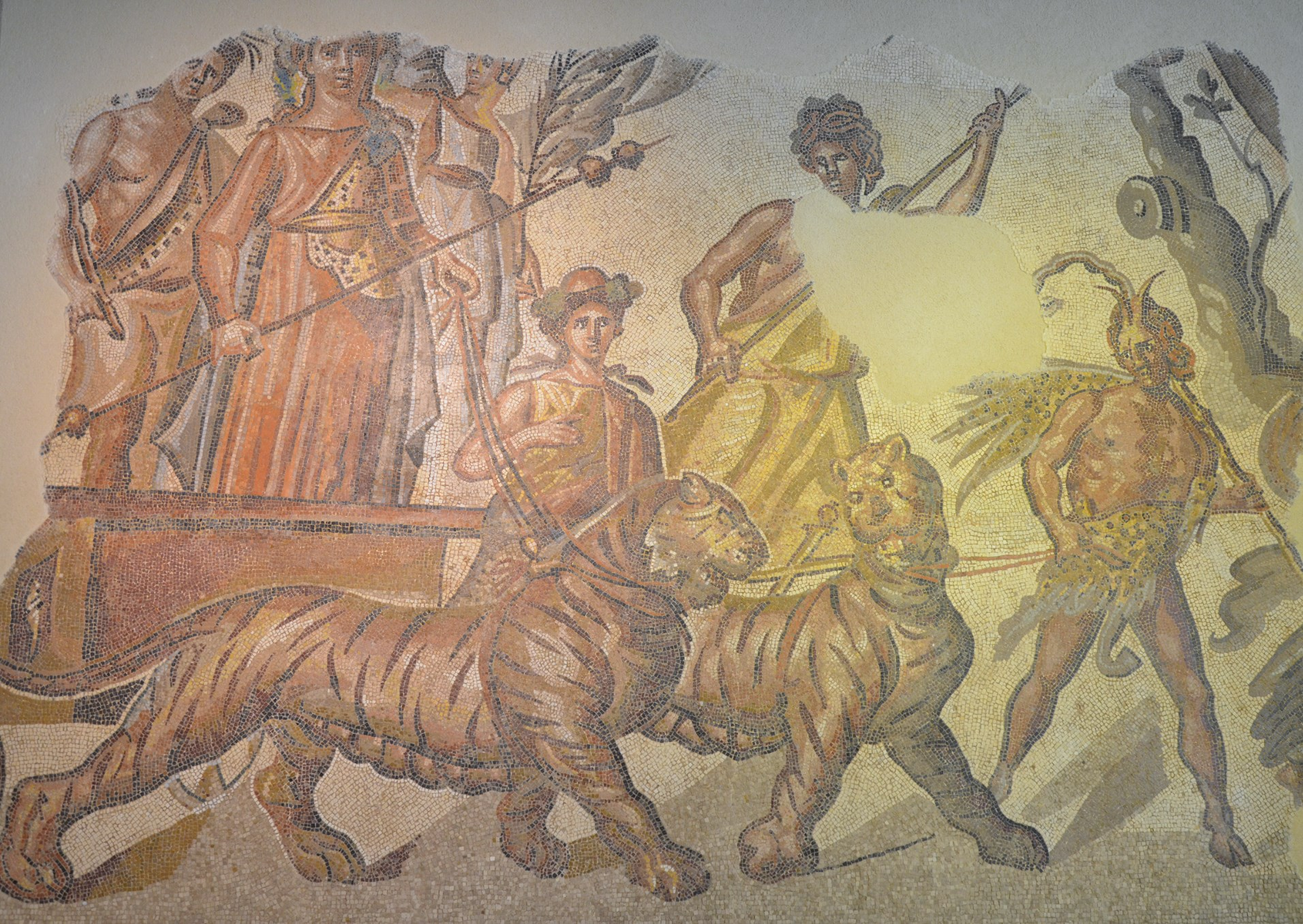
Mosaico del Triunfo de Baco, fines del siglo II-III. Caesaraugusta.

El Triunfo de Baco es un mosaico romano de finales del siglo II o del III d. C. encontrado en Zaragoza en 1908. Representa el triunfo del dios Baco, motivo que fue muy popular entre los mosaicos hispanos y africanos y que muestran un sentido religioso y escatológico.
El fragmento pertenece a una composición geométrica más amplia, con representaciones figurativas de las cuatro estaciones. El protagonista es Baco, versión latina del Dioniso griego, dios del vino y de los ritos religiosos mistéricos, considerado así mismo como protector de la agricultura. Puede verse al dios Baco en el centro del carro triunfal o biga tirado por tigresas, con el tirso en su mano derecha y las riendas en la izquierda. Junto a él y a su derecha está la figura de un sátiro que quizás aluda a Ampelo, joven amado por Dioniso-Baco quien le transformó en constelación cuando murió. A la izquierda de Baco se muestra una Victoria alada y coronada. 
Guiando a las fieras que tiran del carro se ve al dios Pan (dios de los pastores y rebaños), vestido con básara (un tipo de túnica de oriente con mangas) y cubierto con nebris (piel de cervato). Delante de este dios puede adivinarse una ménade de la que solo se conserva una pequeña porción del manto. Detrás de las tigresas ve otra ménade coronada de hiedra, que vuelve su cabeza hacia el dios.
El mosaico destaca por su carácter pictórico y volumétrico, que se aprecia en los cuerpos de los felinos de tiro, y en las anatomías humanas. Es notable también el variado cromatismo, que le equiparan con los que se producían en la península itálica. Muestra el periodo de pleno apogeo del mosaico polícromo en Caesaraugusta, que fue introducido en la segunda mitad del siglo II. Pertenecería a un salón de gran aparato; en él se encontró también el llamado Grupo de Ena, por haber sido encontrado (junto con el mosaico) en la propiedad de Mariano Ena, localizada entre las calles del Coso Alto y Alfonso I.
El mosaico del triunfo de se conserva en el Museo Arqueológico Nacional de Madrid.
- El contenido de este artículo incorpora material de una entrada de la Enciclopedia Libre Universal, publicada en español bajo la licencia Creative Commons Compartir-Igual 3.0.

- Wikimedia Commons alberga una categoría multimedia sobre Mosaico del triunfo de Baco.